# Portemonnee

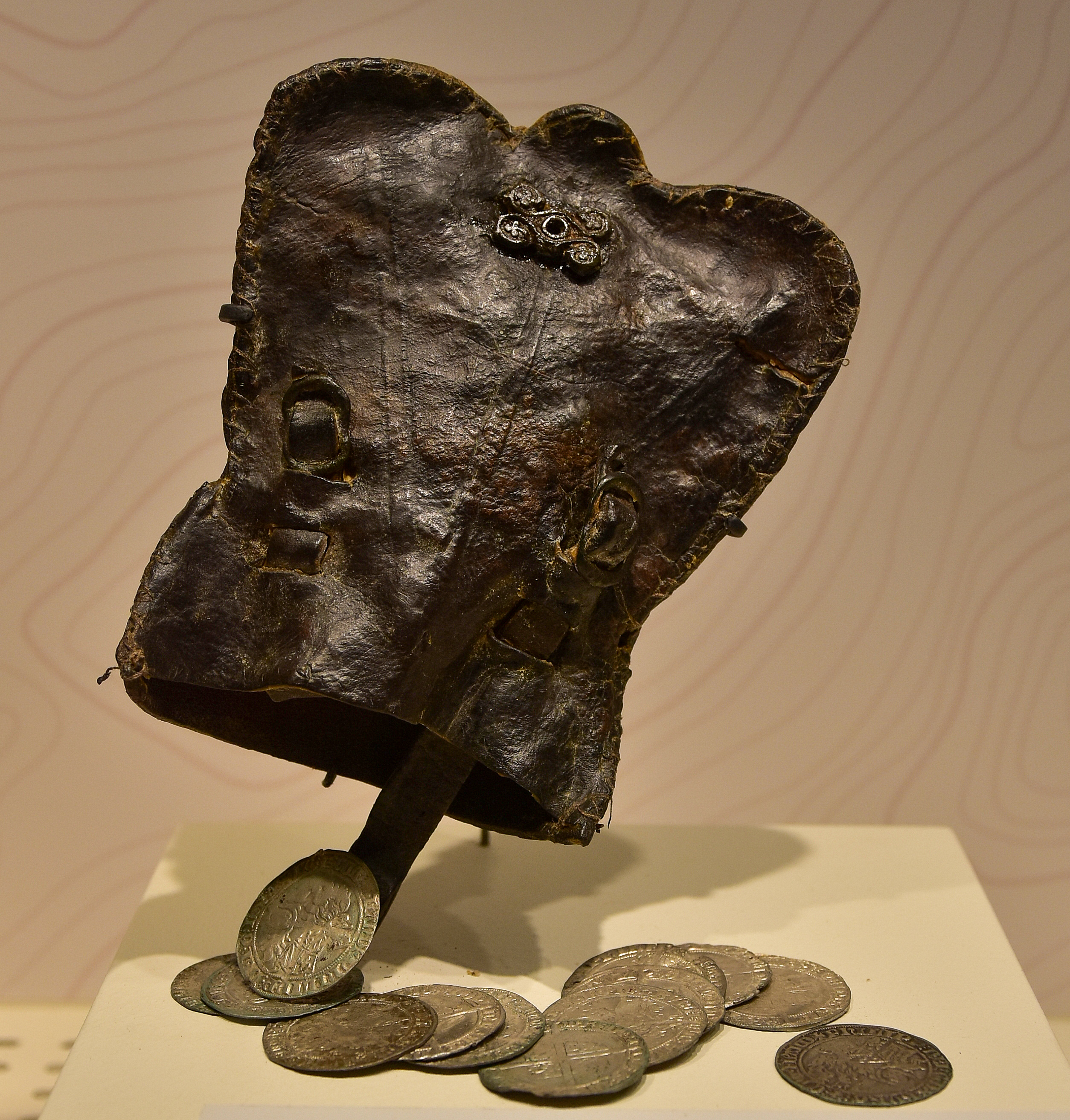
Historische beurs met munten uit de 12e en 13e eeuw

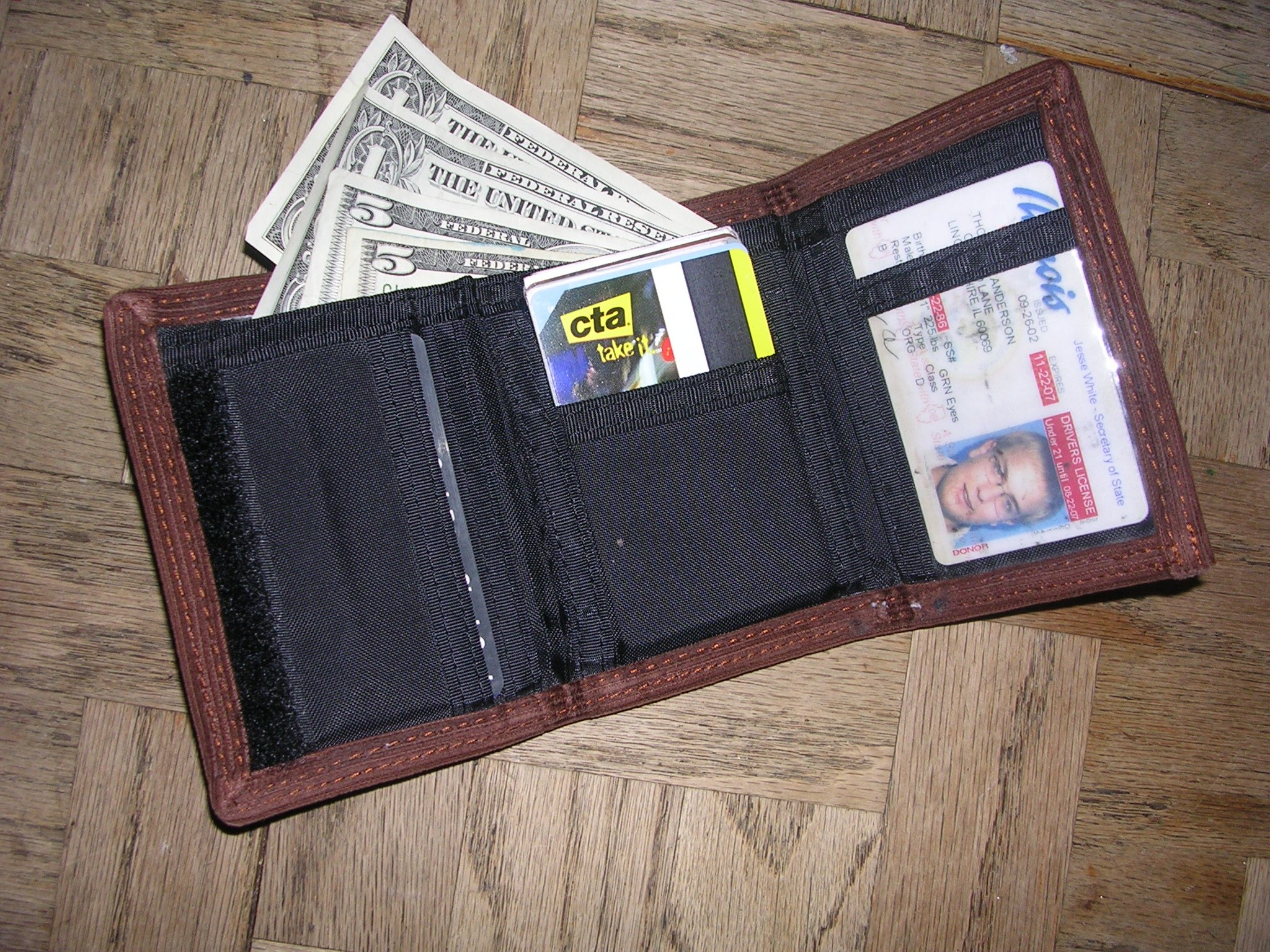
Portefeuille

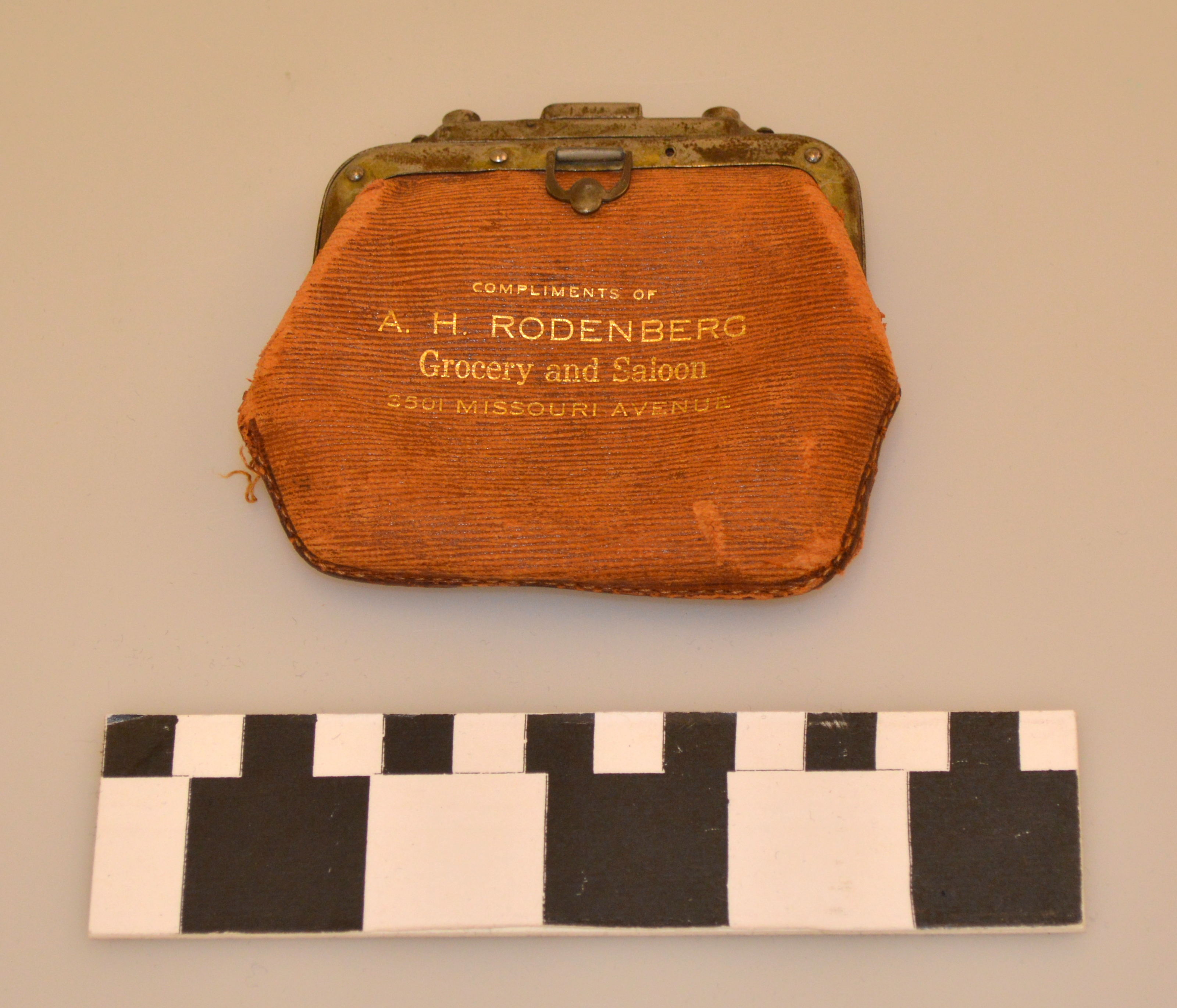
Muntenbeurs

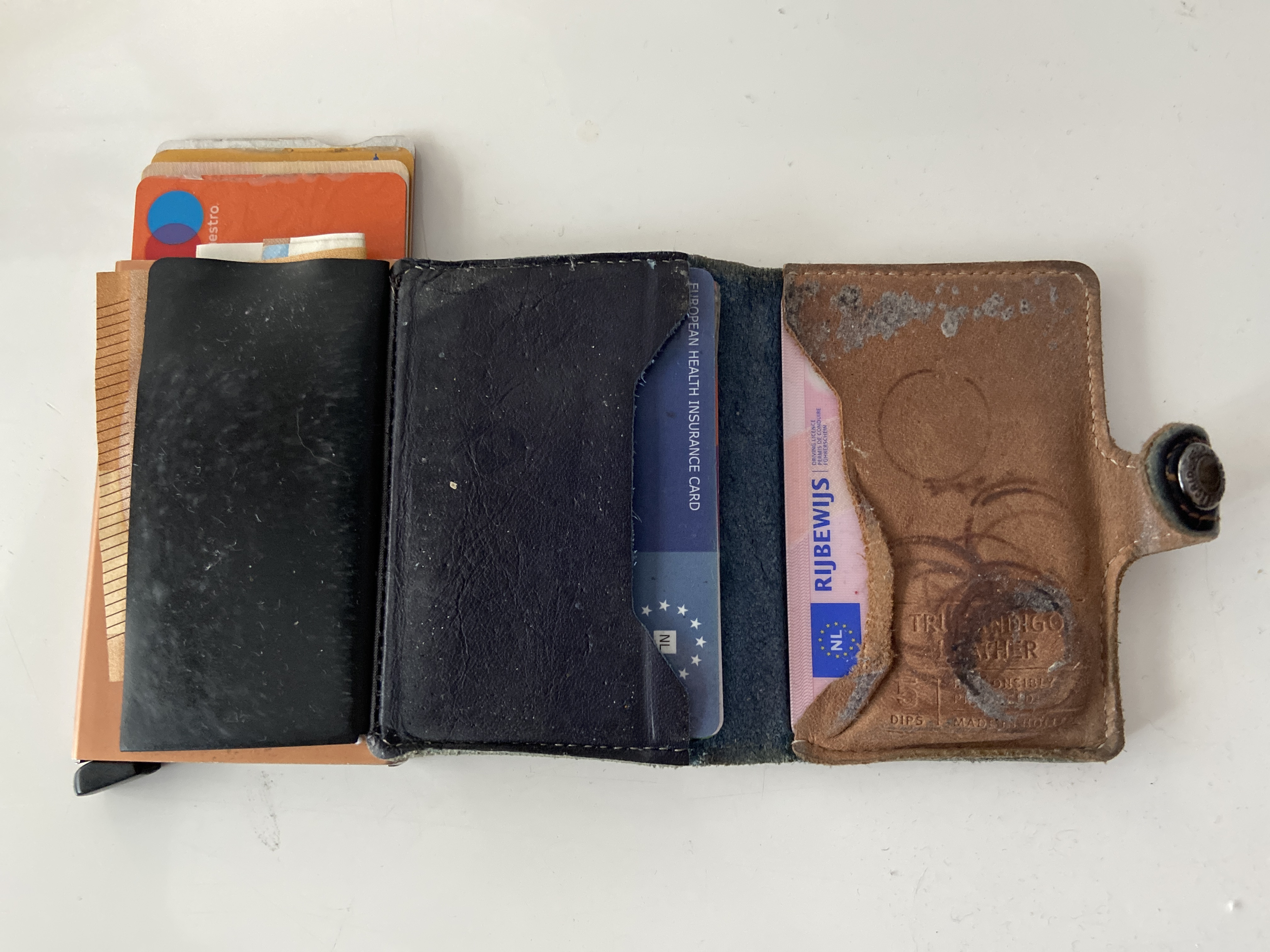
Pasjeshouder

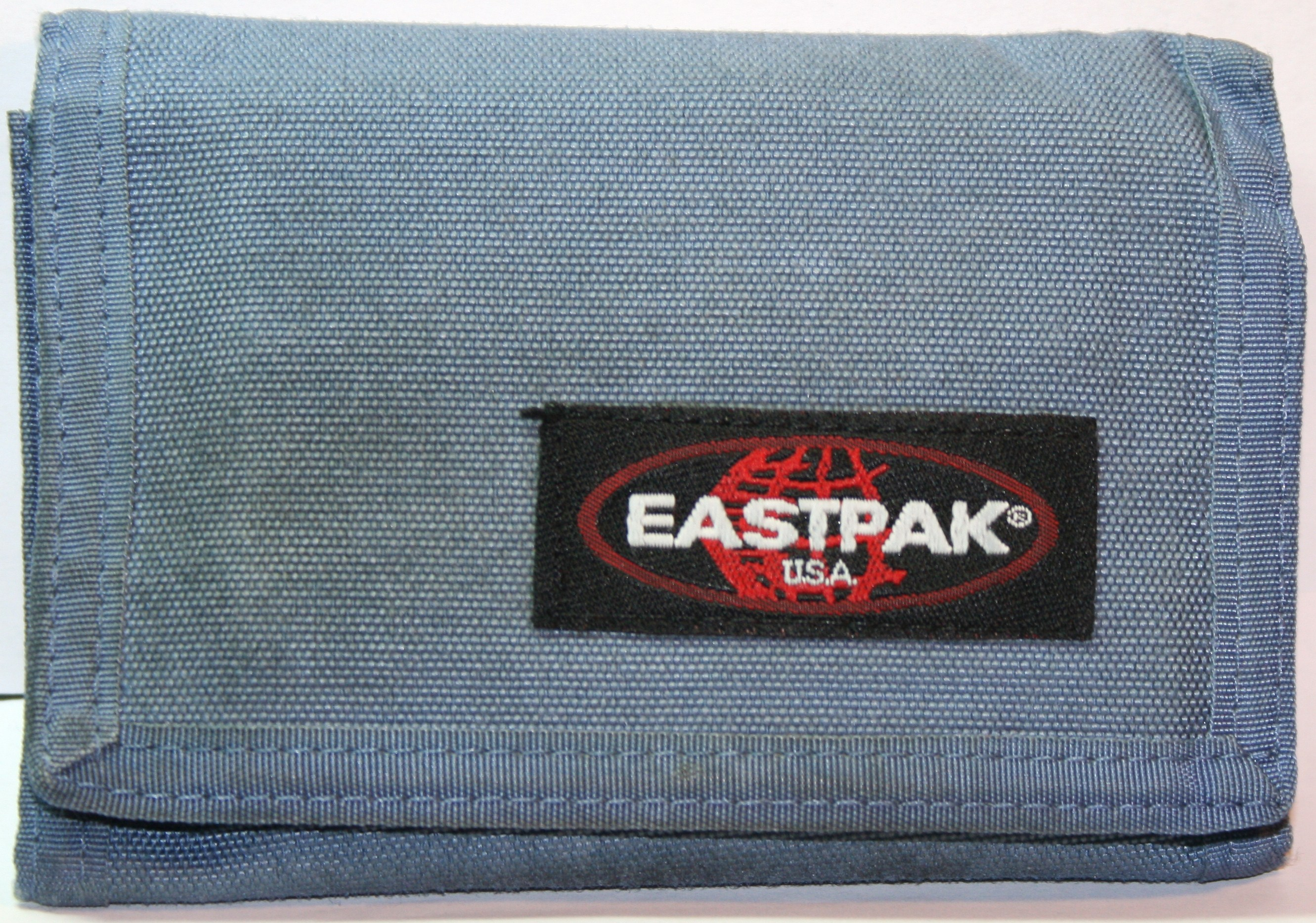
Kunststof portemonnee

Een portemonnee, ook wel portefeuille, (geld)beurs of geldbeugel (purisme, geen AN), is een voorwerp vaak van leer of kunststof gemaakt waarin munten, papiergeld en andere kleine persoonlijke bezittingen worden bewaard om ze gemakkelijk mee te kunnen nemen. Een oudere naam is beurs, een ander woord voor zak.

## Herkomst
Het woord portemonnee is afgeleid van het Franse porte-monnaie. Dit is een samenstelling van porter (dragen) en monnaie (munt). In het noorden van het Nederlands taalgebied gebruikt men de term portemonnee voor een beurs die gemakkelijk in een broekzak of handtas kan worden opgeborgen. Hij bevat een vakje voor kleingeld en ruimte voor papiergeld. Vaak is er ook een opbergmogelijkheid voor pasjes en betaalkaarten.

## Soorten

### Portefeuille
De portefeuille in staand of liggend formaat is opvouwbaar en is in gesloten toestand ongeveer 12,5 cm x 10 cm groot. In geopende toestand biedt deze over de gehele lengte ruimte voor bankbiljetten en bevat hij extra, eventueel uitklapbare vakken voor creditcards, visitekaartjes en ID-kaarten. In Europa (in tegenstelling tot de VS) behoort een compartiment voor munten tot de standaarduitvoering. Sommige modellen bevatten een geldclip in plaats van een vakje voor bankbiljetten. Dergelijke portemonnees worden vaak gedragen in de achterzak van broek (de achterzakken van een broek zijn ontworpen om in deze afmetingen te passen), soms ook in een jas of tas. Grotere modellen kunnen ook in de handtas gedragen worden.

### Muntenbeurs
Een portemonnee met een sluiting die een rits of knipslot heeft en vaak een buidelvorm om makkelijk muntgeld in te kunnen bewaren. De modellen variëren en zijn van leer, kunststof of stof. De knipbeugel is van metaal evenals de modellen met een rits. Een historisch model is de zogenaamde stokbeurs die gebruikt werd door geldwisselaars op de koopmansbeurzen. Deze heeft een stokvormig handvat.

### Pasjeshouder
Een portemonnee bedoeld om pasjes en creditcards in op te bergen zodat ze niet buigen of breken. Soms voorzien van een uitschuifbaar kliksysteem om de pasjes makkelijker te kunnen kiezen. Deze komen dan geordend via een schuifje trapsgewijs tevoorschijn.  Er zijn ook modellen met aan de voorkant en achterkant pashouder om ze per stuk in te bewaren. Sommige modellen hebben een klein extra muntvakje en een opbergruimte voor minder frequent gebruikte pasjes.

### Kelnerbeurs
Een kelnerbeurs of horeca-portemonnee is ongeveer 20 bij 15 centimeter groot en en heeft doorgaans vijf tot acht vakken voor uitgevouwen bankbiljetten en een zeer ruim muntenvak. Er zijn meestal extra vakken voor notitieboekjes, ID-kaarten en dergelijke. De portemonnee is geschikt voor mensen die grote hoeveelheden bankbiljetten en munten bij zich hebben en daar snel toegang toe nodig hebben (bijvoorbeeld obers, taxichauffeurs of koeriers). Bij gebruik op het werk wordt de portemonnee van de ober meestal in een heuptasje (een speciale holster) gedragen of indien het formaat het toelaat in de achterzak van de broek. Nieuwere grotere modellen hebben ook een vak voor een klein pinapparaat. Het voordeel is dat deze papiergeld uitgevouwen kan bewaren. De variant "trucker wallet" heeft geen muntvak maar is voorzien van een ketting ter bevestiging aan de broekriem. Sommige modellen kunnen aan een heupriem bevestigd worden of met een clip.